# 月亭かなめ・ぜんじろう
月亭かなめ・ぜんじろうは、かつて吉本興業に所属していた漫才コンビ。

## メンバー
月亭かなめ（本名：時津要 1965年11月20日 - ）
- 大阪府大阪市大正区出身

ぜんじろう（本名：金谷善二郎 1968年1月30日 - ）
- 兵庫県姫路市出身

## 来歴
- 1988年7月19日、当時月亭八方の二番弟子であった月亭かなめ(現在は銀河亭かなめ)と上岡龍太郎の弟子ぜんじろうが、今宮子供えびすマンザイ新人コンクール の4日前にコンビ結成。
- 解散後ぜんじろうは再びピン芸人に戻り、かなめは現在フリーで銀河亭かなめとして2011年より芸能活動を再開活動中

## エピソード
- 1989年1月16日、毎年生放送で成人の日に開催されている関西若手お笑い芸人の登竜門「第10回ABCお笑い新人グランプリ」に出場し、当時同じ吉本興業で売り出し中だった130Rも出場していた。かなめ・ぜんじろうの漫才を見ていた当時の吉本興業会長であった林正之助が「エンタツ・アチャコの再来や!」と大絶賛し、会長自ら生放送中の朝日放送に電話を入れ、当時オープンしたばかりのなんばグランド花月（通称:NGK）の出番が決まった。

その後、会長室に二人が呼ばれることになり、てっきり恒例のネクタイをプレゼントされるのかと思いきや、背広の生地を褒められただけだった。

## 出演
テレビ
- 第10回ABCお笑い新人グランプリ（1989年1月16日、朝日放送/関西ローカル「ABCホリデーワイド」枠）
- 第24回上方漫才大賞（1989年5月3日、関西テレビ/関西ローカル）
- 遊々!文珍クラブ（朝日放送/関西ローカル）
- グッバイ・エンジェル（中部日本放送/中京ローカル）
- 金のアフリカ（読売テレビ）

ラジオ
- ポップ対歌謡曲（ABCラジオ）

CM
- Joshin（1989年）

## 受賞歴
- 1988年 第9回今宮子供えびすマンザイ新人コンクール 福笑い大賞
- 1989年 第10回ABCお笑い新人グランプリ 最優秀新人賞
- 1989年 第24回上方漫才大賞 新人奨励賞
- 1989年 第18回上方お笑い大賞 銀賞